# Cataño
Cataño és un municipi de Puerto Rico situat a la costa nord de l'illa, també conegut amb els noms de El Pueblo Que Se Negó a Morir, La Antesala de la Capital, El Pueblo Olvidado i La Ciudad de un Nuevo Amanecer. Confina al nord amb l'Oceà Atlàntic i el municipi de Toa Baja; al sud amb Bayamón i Guaynabo; a l'est amb Guaynabo; i l'oest amb Toa Baja. Forma part de l'Àrea metropolitana de San Juan-Caguas-Guaynabo.
El municipi és el més petit de Puerto Rico i està dividit en 2 barris: Cataño Pueblo i Palmas. Hernando de Cataño fou un dels primers metges que arribaren durant la colonització de Puerto Rico i que prestà serveis mèdics durant el mandat del governador Francisco Bahamonde De Lugo (1564-1568). En acceptar el seu càrrec, va rebre com a pagament un tros de terra interior a prop de l'illot de San Juan. Des de llavors la regió començà a ser reconeguda amb el seu nom.